# Mutinerie d’Arequito
La mutinerie d’Arequito (en esp. Motín de Arequito) est la rébellion des officiers de l’armée du Nord des Provinces-Unies du Río de la Plata, qui eut lieu le 8 janvier 1820 à Arequito, localité de la province de Santa Fe, dans l’actuelle Argentine, et par laquelle ces officiers réussirent à se soustraire à la guerre civile menée par le pouvoir central de Buenos Aires contre les fédéralistes des provinces de l’intérieur. Le dessein des rebelles était de retourner au front du Haut-Pérou pour y combattre les troupes royalistes plutôt que leurs propres concitoyens ― objectif qu’il ne fut pas donné cependant aux rebelles de réaliser. La mutinerie d’Arequito marqua le début de la désintégration finale du Directoire et sera l’une des principales causes de la défaite de celui-ci lors de la bataille de Cepeda de février 1820. Elle mit fin par ailleurs à l’armée auxiliaire du Pérou, mieux connue par la suite sous la dénomination d’armée du Nord. Au même moment se souleva à San Juan le régiment n° 1 de Chasseurs andins.

## Le fédéralisme dans le Río de la Plata
Depuis la révolution de Mai de 1810, les gouvernements argentins successifs prétendaient gouverner de façon centralisée toutes les provinces dont se composait la défunte vice-royauté du Río de la Plata, en brandissant l’argument selon lequel, la tutelle du roi d’Espagne une fois levée, les droits de ce dernier devaient être rétrocédés au peuple. Toutefois, avec la dissolution du gouvernement de la Grande Junte en septembre 1811, apparut au grand jour l’ambition de la ville de Buenos Aires de dominer seule le pays tout entier, en consultant le moins possible les autres peuples (dans la terminologie de l’époque, « peuple » se réfère aux villes avec la campagne circonvoisine, base de la structuration politique en Amérique espagnole).
Ces villes subalternes revendiquaient instamment, au nom des territoires dont elles étaient le centre, une participation égale au gouvernement national et le pouvoir de nommer leurs propres gouvernants. Pendant des années au contraire, les différents gouvernements au pouvoir à Buenos Aires firent effort dans le sens contraire : tous les gouverneurs de province étaient nommés directement par le gouvernement central, et dans les corps politiques constitués qui se mirent en place, la représentation de la ville de Buenos Aires était toujours supérieure à celle des autres villes. D’autre part, plusieurs des gouvernements centraux tombèrent à la suite de coups d'État fomentés exclusivement à Buenos Aires même, et le gouvernement national issu de chacun de ces coups de force était invariablement nommé par le cabildo portègne.
La réaction des provinces intérieures, si elle fut lente à venir, était inévitable. La première réplique effective à la prétention de Buenos Aires de gouverner seule vint de la Bande orientale, où le caudillo local José Artigas dénia à la capitale le droit de gouverner sa province. En 1815, à l’issue de plus d’une année de guerre civile, il parvint à dominer totalement la Province orientale, correspondant grosso modo à l’actuel Uruguay.
Son exemple fut bientôt suivi par les provinces du Litoral : d’abord celle d’Entre Ríos, où plusieurs caudillos ― dont le dernier en date, et aussi le plus puissant et le plus capable, était Francisco Ramírez ― s’enhardirent à expulser les gouverneurs désignés par le Directoire ; ensuite, avec un certain retard, la province de Corrientes également refusa obéissance au pouvoir central.
Le noyau de la contestation allait se situer dans la province de Santa Fe, laquelle se souleva contre la domination portègne une première fois en 1815, puis une nouvelle fois en 1816, sous la direction du caudillo Mariano Vera, auquel succédera ensuite Estanislao López. Le gouvernement central mit tout en œuvre pour empêcher cette province de se soustraire à sa tutelle, attendu que son territoire était un passage obligé pour les communications avec les provinces de l’intérieur. Pas moins de cinq expéditions militaires furent lancées depuis Buenos Aires pour écraser la résistance de Santa Fe, mais toutes échouèrent.
Les provinces du Litoral ne furent pas seules à se dérober à l’autorité du Directoire : la province de Salta se dota d’un gouvernement autonome sous la direction de Martín Miguel de Güemes ; celle de Cuyo refusa que son gouverneur José de San Martín fût remplacé ; et celle de Córdoba se donna son propre gouvernement en la personne de José Javier Díaz, partisan d’Artigas. Mais, pour diverses raisons, les relations de ces provinces avec le gouvernement de Buenos Aires ne furent jamais tendues autant qu'elles le furent avec les provinces du Litoral.
Le Directoire n’envisagea jamais d’accepter quelque autre mode de relation avec les provinces de l’intérieur que celui de la soumission totale à ses dictats. L’idée du fédéralisme fut formulée à maintes reprises par les dirigeants artiguistes, mais sans que cela parvînt jamais à faire le moindrement douter les gouvernants de Buenos Aires de ce que leurs adversaires intérieurs n'étaient que des « anarchistes », qualification qui avait alors la connotation de laisse-aller et de désordre.

## L’armée du Nord et la guerre civile
L’armée du Nord avait été mise sur pied pour mener la guerre d’indépendance dans le Haut-Pérou ; cependant, elle sortit affaiblie de sa troisième défaite lors de la bataille de Sipe-Sipe, et se trouvait réduite à tenir garnison à Tucumán. En théorie, sa mission était d'attendre jusqu’à ce que les circonstances permissent de relancer la reconquête des provinces du Haut-Pérou.
Le Directoire décida d’affecter ces troupes à écraser les rébellions intérieures : en 1816, une fraction de l’armée du Nord fut employée pour remettre au pouvoir le gouverneur intendant (teniente gobernador) de La Rioja, et au début de l’année suivante, celui de Santiago del Estero (remise au pouvoir du reste assortie de l’exécution du dirigeant fédéraliste de cette province, Juan Francisco Borges). Peu après, une autre division de l’armée du Nord dut aider à destituer le gouverneur de Córdoba et maintenir au pouvoir ses successeurs.
En 1818, le Directeur suprême Juan Martín de Pueyrredón résolut d’annéantir la sédition de Santa Fe au moyen d’une double offensive : tandis qu’une armée attaquerait la province par le sud, une division de l’armée du Nord ferait mouvement vers elle à partir de l’ouest. L’initiative échoua cependant à la suite de la prompte défense organisée par Estanislao López, qui parvint à faire barrage au chef de la division arrivée de Córdoba, Juan Bautista Bustos, pour ensuite expulser les envahisseurs venus du sud. Début 1819, une deuxième tentative, de conception similaire, ne devait pas davantage aboutir.
Le gros de l’armée du Nord avait, au mécontentement de nombre de ses membres, établi son campement dans la province de Córdoba, c'est-à-dire en un lieu fort éloigné de l’ennemi royaliste. En avril 1819, un traité de paix conclu entre le gouvernement de Buenos Aires et celui de Santa Fe suscita l’espoir d’une solution des problèmes intérieurs, et les officiers croyaient pouvoir bientôt retourner au front nord. Si les signataires se disposèrent à concrétiser cette paix, ni Artigas, qui se considérait le supérieur de López, ni le Directoire ne voulut s’y conformer. Le chef oriental entendait que le gouvernement national joignît ses troupes aux siennes pour affronter les forces portugaises, qui venaient d’envahir sa province orientale. Le nouveau Directeur suprême, José Rondeau, espérait quant à lui écraser Santa Fe, avec le concours justement de ces mêmes Portugais. Il appela à son aide l’armée des Andes, mais San Martín refusa d’obtempérer. De même, il donna ordre au commandant de l’armée du Nord, Manuel Belgrano, de faire marche vers le sud, et celui-ci s’exécuta ; cependant, malade, Belgrano laissa le commandement, peu après, à son commandant en second, Francisco Fernández de la Cruz, lequel nomma Bustos chef d’état-major.
Sur ordre d’Artigas, Francisco Ramírez franchit le fleuve Paraná et envahit le nord de la province de Buenos Aires, pour se retirer ensuite. Rondeau organisa son armée dans la capitale et marcha au-devant de lui, après avoir ordonné à Fernández de la Cruz de venir se joindre à lui aux environs de Pergamino, dans le nord de la province de Buenos Aires. Le 12 décembre 1819, l’armée du Nord quitta son campement de Pilar et fit route vers la province de Santa Fe. Il resta, dans la ville de Córdoba, une garnison de 80 soldats du régiment de Grenadiers d’infanterie, sous le commandement du major Francisco Sayós. Ces forces, à peine l’armée se fut-elle éloignée de quelques lieues de Pilar, s’allièrent au parti artiguiste de Córdoba, tandis que quelques montoneras attaquaient le fort d’El Tío puis, à Villa del Rosario (dénommée alors Ranchos), la petite troupe de miliciens dirigée par le colonel Juan Antonio Álvarez de Arenales, commandant-général d’armes de Córdoba. De Tucumán, le commandant Felipe Heredia se mit en marche à la tête d’un détachement de cavalerie afin de soutenir le mouvement fédéraliste. José María Paz fut dépêché de Fraile Muerto avec un escadron pour venir au secours d’Arenales, mais, après que les montoneros se furent repliés, Paz revint depuis Calchines et rejoignit le reste de l’armée le 7 janvier 1820, peu avant que celle-ci n'établît son camp à Arequito, relais de poste proche de la rivière Carcarañá. Au cours de ce trajet, la troupe eut à déplorer la désertion de onze soldats, face à quoi Paz dut se mouvoir à marche forcée et appliquer une vigilance attentive pour prévenir la défection de ses soldats, qui étaient originaires de la province de Santiago del Estero. Le capitaine Juan Gualberto Echevarría mit Paz au courant de la mutinerie qui se tramait pour cette nuit. Paz fit rapport de la désertion de ses hommes à Fernández de la Cruz, qui récrimina contre lui, en raison de quoi Paz, offusqué, se dirigea vers Bustos pour conférer avec lui, qui était alors décidé à participer à la mutinerie. Dans ses Mémoires posthumes, Paz écrira à ce propos :
« Je puis assurer avec la plus parfaite certitude qu’il n’y avait pas la moindre intelligence, ni avec les chefs fédéralistes, ni avec la montonera de Santa Fe ; que pas davantage il n’entra, à aucun moment, dans les calculs des révolutionnaires de se joindre à eux ni de faire la guerre offensive au Gouvernement, ni aux troupes qui pouvaient le soutenir ; ils se proposaient seulement de se séparer de la question civile et de retourner à nos frontières menacées par les ennemis de l’indépendance ; du moins, tel fut le sentiment général plus ou moins modifié des révolutionnaires d’Arequito : si leurs vœux se virent frustrés par la suite, cela fut l’effet des circonstances, et plus que tout, de Bustos, lequel seul avait en vue le gouvernement de Córdoba, dont il s’empara pour s’y établir définitivement ».
Le 6 janvier, une troupe de 10 ou 15 hommes du régiment de Dragons, sous les ordres du sergent Torres, fut tuée à coups de couteau par une montonera de Santa Fe, après que la nuit précédente ils eurent obtenu un petit succès.

## La mutinerie
La nuit suivant l’arrivée de l’armée au relais de poste d’Arequito, le colonel-major Bustos, chef par intérim de l’état-major général, appuyé par les colonels Alejandro Heredia et José María Paz, dirigea le soulèvement général des corps d’armée. Cette nuit-là, le 8 janvier, Bustos disposa que le service de surveillance fût à charge du 1er escadron du régiment de Hussards de Tucumán, sous le commandement du capitaine Mariano Mendieta, qui lui était tout entier dévoué.
Au milieu de la nuit, les officiers du régiment de Dragons de la Nation, placés sous les ordres du major Giménez, mirent en détention leur commandant en chef, le colonel Cornelio Zelaya, et donnèrent le départ de la rébellion, confiant la garde du prisonnier au lieutenant Hilario Basavilbaso du même régiment. Au même moment fut arrêté, par les soins du capitaine Anselmo Acosta, le colonel chilien Manuel Guillermo Pinto, chef du bataillon n° 10 d’infanterie. Une partie du régiment n° 2 et le 1er escadron du régiment de Hussards commandé par Paz, prit également les armes, tandis que l’on procédait à l’arrestation du colonel Bruno Morón, commandant en chef du régiment n° 2, après qu’il eut tenté de se placer à la tête de ses troupes. Le major Castro se chargea du commandement de la fraction rebelle du régiment.
Les mutins se transportèrent à courte distance (à quelque 1000 verges) du campement de Fernández de la Cruz et se disposèrent en ordre de bataille, attendant l’aube. Bustos se rendit à la tente de campagne de Fernández de la Cruz et le réveilla en disant « Camarade, levez-vous, car il y a grand mouvement dans l’armée », puis repartit rejoindre le groupe insurgé. Fernández de la Cruz réunit les colonels José León Domínguez, Gregorio Aráoz de Lamadrid, Blas José Pico, Benito Martínez et Manuel Ramírez, et à l’aube envoya un adjudant aux rebelles pour leur demander « quel était la signification de ce mouvement » et « sur ordre de qui ils l’avaient accompli », tout en leur ordonnant de regagner leur postes ; il agit ainsi sur le conseil des colonels, lesquels, à l’exception d’Aráoz de Lamadrid, s’étaient déclarés favorables à n’entreprendre aucune action.
Les chefs rebelles répondirent que « ces corps d’armée ne continueraient pas à faire la guerre civile » et qu’ils se sépareraient de l’armée pour retourner au front nord. Ils se déclaraient expressément neutres dans le conflit opposant les fédéralistes et le Directoire, afin qu’on ne pût les accuser d’être passés à l’ennemi. Aux côtés de Bustos se tenaient à ce moment-là 1600 hommes, contre un peu moins de 1400 aux côtés de Fernández de la Cruz. Avec ce dernier étaient restée une partie du régiment d’infanterie n° 2, les régiments d’infanterie n° 3 et 9, commandés par Pico et Domínguez, le 2e escadron du régiment de Hussards de Tucumán (soit 160 hommes) sous les ordres d’Aráoz de Lamadrid, et l’artillerie du régiment d’artillerie de la Patrie, sous le commandement de Ramírez.
Dans le courant de la matinée, les deux fractions engagèrent des pourparlers, Fernández de la Cruz demandant que lui fussent restitués les chevaux ainsi que les bœufs de l’approvisionnement, le parc d’armements et les corps qui lui obéissaient, lesquels se trouvaient tous aux mains de la cavalerie rebelle. Bustos accepta à condition qu’une moitié de l’armement et des munitions du parc, ainsi que des provisions lui fussent attribués, ce que Fernández de la Cruz parut vouloir accepter au début. Les deux fractions s’éloignèrent l’une de l’autre d’une lieue. Mais, une fois les chevaux et les bœufs remis au général Fernández de la Cruz, et une fois les chefs libérés et réunis à lui, il entama vers midi sa marche en direction du sud, sans avoir remis la partie du parc ni l’approvisionnement promis.
Bustos donna ordre à Heredia de poursuivre avec toute la cavalerie son ancien commandant. Heredia l’atteignit alors qu’il se trouvait déjà entouré par les fédéralistes de López, à deux lieues de route. Fernández de la Cruz envoya le colonel Benito Martínez s’enquérir des raisons pour lesquelles il était poursuivi, à quoi Heredia lui répondit qu'il « allait exiger la part du convoi qui avait été promise, et sans laquelle il ne s’en retournerait pas », puis Martínez regagna sa fraction. Entre-temps, les montoneras de Santa Fe attaquaient l’avant-garde, et la majeure partie du peloton d’infanterie à cheval déserta de ses rangs et alla rejoindre Heredia. Martínez revint avec la réponse de Fernández de la Cruz, à savoir que « le général Cruz se résignait à tout et qu’il se proposait de revenir sur ses pas et de retourner au camp qu’il venait de quitter ». Aussi les deux colonnes revinrent-elles à leur point de départ et reprirent leurs positions antérieures, mais pendant la nuit le reste du régiment n° 2 et une partie du bataillon n° 10 et des régiments n° 3 et 9, accompagnés d’une partie des artilleurs, abandonnèrent eux aussi le camp pour rallier les rebelles. Dans la matinée, entre 300 et 400 montoneros attaquèrent le campement de Fernández de la Cruz, à la suite de quoi Heredia, le jour levé, envoya le lieutenant Basavilbaso les menacer d’une charge contre eux s’ils ne cessaient pas leurs attaques, leur intimant:
« que s’ils continuaient, il les chargerait ; que dans le cas contraire, l’armée s’abstiendrait de toute hostilité, à preuve de cela le fait qu’avaient eu lieu le mouvement et la séparation dont ils étaient témoins et qu’ils n’avaient pu jusque-là s’expliquer à eux-mêmes. »
Sur ces déclarations de Heredia, les montoneros de Santa Fe se retirèrent à une lieue de là et Fernández de la Cruz décida de remettre l’armée tout entière à Bustos. Aussitôt après, toute la troupe en effet rejoignit Bustos, qui désigna Heredia chef d’état-major général. Fernández de la Cruz et les commandants qui l’accompagnaient furent placés sous la protection d’une garde de sorte à leur garantir de n’être pas faits prisonniers par les montoneras, qui requéraient qu’ils leur fussent livrés. Ils furent relâchés avant d’arriver à Córdoba et laissés libres d’aller où bon leur semblerait, à la suite de quoi la plupart se dirigèrent vers Tucumán. Fernández de la Cruz cependant préféra rester à Córdoba, jusqu’à ce qu’il fût peu après expulsé à destination de Mendoza, en même temps que l’ancien gouverneur Castro.
Le lendemain, Bustos à son tour amorça son retour à Córdoba, et le 12 janvier se trouvait au relais de poste de San José de la Esquina, non loin de la frontière avec la province de Córdoba. De ce lieu il écrivit à López et à Rondeau, leur expliquant ce qui s’était passé, et leur faisant part de son intention de retourner dans le nord. Dans une de ces lettres, il précisa que :
« ... les armes de la Patrie, totalement détournées de leur objet principal, ne s’utilisaient plus que pour verser le sang de ses concitoyens, de ceux-là mêmes dont la sueur et le travail leur assuraient la subsistance. »

## Conséquences de la mutinerie d’Arequito
À la Herradura, dans la province de Córdoba, sur la rivière Tercero, Bustos fut rejoint par le secrétaire de López, Cosme Maciel, et par le général chilien José Miguel Carrera, lesquels avaient mission de tenter de l’attirer du côté des fédéralistes, mais qui s’en revinrent sans être parvenu à le convaincre. Bustos emmena son armée vers la ville de Córdoba, où fin janvier il fut reçu quasiment en triomphe. Peu auparavant, le gouverneur Manuel Antonio Castro avait démissionné et José Javier Díaz, chef des fédéralistes, avait été élu gouverneur par intérim. Une assemblée réunie déclara que :
« ... en tant que province souveraine et libre, (Córdoba) ne connaît pas la dépendance, ni ne doit soumission à aucune autre ; qu’elle regarde comme l’un de ses principaux devoirs le maintien de la fraternité et de l’union avec toutes les provinces, ainsi que des plus étroites relations d’amitié avec elles, en attendant que, toutes réunies en congrès général, soient ajustés les traités d’une véritable fédération pour les temps de paix et de guerre, à laquelle les autres provinces aspirent à se ranger ; qu’elle concourrait, par tous ses efforts et autant que le lui permettront ses ressources, à la guerre contre le commun ennemi de la liberté, lors même que ne serait pas encore mise en place la fédération des provinces ... »
C’étaient là les mêmes sentiments qui avaient animé Bustos et les autres participants à la mutinerie d’Arequito.
De son côté, Rondeau affronta, avec ses seules propres troupes, les caudillos Ramírez et López dans le ravin de Cepeda et fut totalement défait. Une semaine plus tard à peine, il démissionna, et le Congrès dit de Tucumán fut dissous. Il n’y eut plus de nouveau directeur suprême : sous la pression de López et de Ramírez, Buenos Aires se nomma un gouverneur et signa le traité de Pilar avec les fédéralistes. Presque au même moment, Felipe Ibarra s’emparait du pouvoir à Santiago del Estero.
Bustos, se trouvant alors à Córdoba, apprit la nouvelle de la fin du Directoire, et s’attela à la tâche de réorganiser le pays, à commencer par sa propre province, en retardant le retour de l’armée vers le front nord. Le gouverneur par intérim Díaz, pour sa part, indiqua envisager de s’associer aux caudillos du Litoral dans leur lutte contre Buenos Aires, c'est-à-dire conclure quelque traité d’alliance avec Artigas, Ramírez ou López. Cela toutefois n’entrait pas dans les desseins de Bustos, et porta celui-ci à s’opposer activement à la politique de Díaz. En quête d’alliés dans cette opposition, il s’approcha des fédéralistes de Juan Pablo Bulnes, qui s’étaient éloignés du groupe de Díaz, et de plusieurs personnalités locales qui avaient entouré l'ancien gouverneur Castro. Avec leur appui, il fut élu gouverneur le 19 mars 1820.
Bustos s’appliqua ensuite à gouverner la province, tout en servant de médiateur entre López et le gouvernement de Buenos Aires, qui avaient recommencé à s’affronter. Il envoya le colonel Heredia avec une partie de l’armée vers les provinces du nord, à titre d’avant-garde du gros de l’armée, dont il avait été promis qu’elle se rendrait sur le front de guerre. Cependant ni Heredia ne parvint jamais à combattre contre les royalistes (ses troupes furent engagées par Güemes dans la guerre civile contre le gouverneur de Tucumán, et furent battues), ni Bustos ne réussit à envoyer ou diriger le reste de l’armée dans cette direction.
Les forces qui restaient à Bustos furent employées à se défendre contre les indigènes de la Pampa et du Chaco, et, l’année suivante, à repousser l’offensive combinée de Francisco Ramírez et de José Miguel Carrera, qui dévasta la province.

## Appréciations de l’événement
La mutinerie d’Arequito eut pendant longtemps mauvaise presse. Les chroniqueurs qui l’évoquèrent dans leurs écrits, en particulier Lamadrid et Paz, la considérèrent soit comme une trahison de la patrie, soit comme un obscur coup de force destiné à mettre Bustos au pouvoir à Córdoba, sans plus ; les historiens de la seconde moitié du XIXe siècle, à commencer par Bartolomé Mitre et Vicente Fidel López, voyaient dans l’événement ces deux dimensions à la fois. Après la défaite du parti fédéraliste dans la guerre civile, seul le point de vue unitaire eut encore droit de cité, et nul ne s’enhardissait à défendre Bustos et ses partisans. L’école historiographique traditionnelle, représentée par les disciples de Mitre, reproduisait le même point de vue sans jamais le remettre en question.
Nombre d’années plus tard, l’école dite du Révisionnisme historique se mit à apporter un éclairage différent sur la mutinerie d’Arequito, pendant que les historiens de Córdoba tendaient à mieux valoriser leurs premiers gouverneurs autonomes, lesquels avaient soutenu la mutinerie ou y avaient participé. Au milieu du XXe siècle, le révisionnisme historique ayant vu ses thèses solidement étayées, et la glorification historique de la figure de San Martín (qui refusa lui aussi de participer à la guerre civile) étant entre-temps intervenue, la mutinerie d’Arequito allait être considérée désormais comme une étape importante dans la naissance de l’État argentin.
Si la mutinerie fut à l’origine un acte de désobéissance du gouverneur Castro, l’événement constitua, du point de vue de ses causes et de ses résultats politiques, une étape positive vers un système démocratique égalitaire, c'est-à-dire accordant les mêmes droits à toutes les provinces et à tous les peuples d’Argentine. Le soulèvement de l’armée du Nord permit aux provinces de l’intérieur de s’imposer pour la première fois face au gouvernement centraliste de Buenos Aires, fit échec à la constitution unitaire et quasi monarchique de 1819, conduisit à la mise en place du gouvernement autonome de la province de Buenos Aires, et ouvrit la voie à une cohabitation égalitaire de toutes les provinces, même si ce fut au prix de cinquante autres années de guerre civile.